# Benznidazole
Cet article concerne la molécule de benznidazole. Pour la famille des dérivés de l'imidazole, voir Imidazole.
Le benznidazole est un dérivé de l'imidazole, pour le traitement de la trypanosomiase américaine ou maladie de Chagas.
Il fait partie de la liste des médicaments essentiels de l'Organisation mondiale de la santé (liste mise à jour en avril 2013).

## Efficacité
Il est efficace à la phase aiguë de la maladie et de manière beaucoup plus litigieuse à la phase chronique. Il permet toutefois l'éradication du parasite. Dans les formes avec cardiomyopathie, l'efficacité parasitologique est beaucoup plus modeste mais ne semble pas freiner l'évolution.